# Mastorátika (Corfou)
Mastorátika (grec moderne : Μαστοράτικα) est une localité située dans le dème de Corfou-Centre et des îles Diapontiques, dans le district régional de Corfou, dans la périphérie des Îles Ioniennes, en Grèce.
Selon le recensement de 2021, elle compte 32 habitants.